# Chantal Claret
Pour les articles homonymes, voir Claret.
Chantal Claret, née le 21 février 1982 à Berkeley (Californie), est une chanteuse et musicienne américaine. Elle est la chanteuse et compositrice du groupe new-yorkais Morningwood.
Sa façon de chanter est souvent comparée à celle de chanteuses telles que Chrissie Hynde, Christina Amphlett, Debbie Harry, Shirley Manson, et Beth Ditto.
En janvier 2008, elle se marie avec Jimmy Urine, chanteur du groupe Mindless Self Indulgence.
Durant la tournée de Jimmy Urine avec MSI pour la promotion de leur album If, Chantal est montée occasionnellement sur scène avec eux pour chanter la chanson : Get It Up.
Elle participe à la chanson Wait (The Nexus) Mike Relm.
En 2023, elle collabore avec le groupe Princess Goes, composé de Michael C. Hall, Matt Katz-Bohen et Peter Yanowitz, sur le titre ‘Beija‘ pour leur second album ‘Come of Age’.